# Episodi di Calls
La prima stagione della serie televisiva Calls è stata distribuita il 19 marzo 2021 sulla piattaforma di video on demand Apple TV+, in tutti i paesi in cui il servizio è disponibile.
| nº | Titolo originale                   | Titolo italiano                | Pubblicazione |
| -- | ---------------------------------- | ------------------------------ | ------------- |
| 1  | The End                            | La fine                        | 19 marzo 2021 |
| 2  | The Beginning                      | L'inizio                       | 19 marzo 2021 |
| 3  | Pedro Across the Street            | Pedro, il vicino di casa       | 19 marzo 2021 |
| 4  | It's All In Your Head              | È tutto nella tua testa        | 19 marzo 2021 |
| 5  | Me, Myself & Darlene               | Io, me stesso e Darlene        | 19 marzo 2021 |
| 6  | The Universe Did It                | È stato l'universo             | 19 marzo 2021 |
| 7  | Mom                                | Mamma                          | 19 marzo 2021 |
| 8  | Is There a Scientist on the Plane? | C'è uno scienziato a bordo?    | 19 marzo 2021 |
| 9  | Leap Year Girl                     | La ragazza dell'anno bisestile | 19 marzo 2021 |

## La fine
- Titolo originale: The End
- Diretto da: Fede Álvarez
- Scritto da: Fede Álvarez (sceneggiatura), Timothée Hochet (storia)

### Trama
L'episodio si svolge il 30 dicembre. Una coppia, Sara, che vive a New York, e Tim, che vive a Los Angeles, si telefonano. La loro relazione a distanza non sta funzionando. Tim ha conosciuto un'altra ragazza e sta cercando di lasciare Sara. La ragazza teme che ci sia qualcuno in casa sua e Tim cerca di aiutarla al telefono. Sara chiama il 911 quando si rende conto che l'intruso non sembra umano. Il figlio appena nato di Camila, la nuova ragazza di Tim, scompare nel nulla.
- Cast: Nicholas Braun, Lily Collins, Karen Gillan

## L'inizio
- Titolo originale: The Beginning
- Diretto da: Fede Álvarez
- Scritto da: Fede Álvarez

### Trama
L'episodio si svolge il 9 febbraio vicino a Phoenix, Arizona. Mark, un giovane ragazzo, scopre che la sua ragazza è incinta e decide di allontanarsi in macchina per schiarirsi le idee. Mentre viaggia verso Phoenix effettua diverse telefonate e lentamente si rende conto che per lui il tempo sta scorrendo in modo diverso.
- Cast: Aaron Taylor-Johnson, Riley Keough, Ben Schwartz, Jennifer Tilly, Kyle McCarley

## Pedro, il vicino di casa
- Titolo originale: Pedro Across the Street
- Diretto da: Fede Álvarez
- Scritto da: Nick Cuse

### Trama
L'episodio si svolge il 2 marzo a Pasadena. Patrick è uno scrittore al lavoro sul suo libro ed è sposata con Alexis, che lavora in banca. Patrick riceve una chiamata dal suo vicino di casa, Pedro, che è in viaggio verso l'aeroporto e si è dimenticato di portare con sé un grosso borsone. Pedro gli chiede di tenere il borsone per qualche ora, ma Alexis teme che ci sia qualcosa di strano; all'interno della borsa Patrick trova diversi milioni di dollari in contanti mentre la polizia fa irruzione in casa di Pedro. Il vicino di casa chiama più volte e gli rivela che Alexis è la sua amante e che vuole lasciarlo; Alexis nega e accusa Pedro di essere un bugiardo. Pedro afferma di aver ricevuto una chiamata dal sé stesso del futuro e propone a Patrick di dividere a metà i soldi. Dopo diversi minuti di indecisione Patrick si rende conto che Alexis lo ha effettivamente tradito con Pedro e decide di fuggire da solo con i soldi.
- Cast: Mark Duplass, Judy Greer, Pedro Pascal

## È tutto nella tua testa
- Titolo originale: It's All In Your Head
- Diretto da: Fede Álvarez
- Scritto da: Aidan Fitzgerald & Noah Gardner

### Trama
L'episodio si svolge il 29 marzo a San Francisco. Katherine e Craig stanno divorziando. La sorella di Katherine, Layla, è ipocondriaca e crede che le stia succedendo qualcosa di strano. Katherine si rende presto conto che Layla sta effettivamente male e riesce a raggiungerla prima che muoia.
Cast: Rosario Dawson, Laura Harrier, Gilbert Owuor

## Io, me stesso e Darlene
- Titolo originale: Me, Myself & Darlene
- Diretto da: Fede Álvarez
- Scritto da: Rodo Sayagues & Fede Álvarez

### Trama
L'episodio ha luogo il 5 giugno a Huntsville. Un uomo, Floyd, chiama il 911 per confessare di avere appena sparato alla sua compagna, Darlene, in uno scatto di violenza. Mentre attende l'arrivo degli agenti Floyd parla al telefono con la Darlene del passato e cerca di salvarle la vita, aiutandola a scappare dal Floyd del passato.
- Cast: Paul Walter Hauser, Edi Patterson, Paola Nuñez

## È stato l'universo
- Titolo originale: The Universe Did It
- Diretto da: Fede Álvarez
- Scritto da: Aidan Fitzgerald, Noah Gardner & Fede Álvarez

### Trama
Le telefonate hanno inizio il 14 settembre a Indian Falls. Sam riceve una chiamata da parte di Daisy, di cui è sempre stato innamorato. Daisy rivela di avere ricevuto una chiamata dal futuro che la informava della sua morte in un incendio e di voler cambiare stile di vita. Dopo un concerto gli amici di Sam lo ritrovano in camera con Daisy, morta sul letto. Sam afferma di essere innocente e che Daisy era già morta quando lui si è svegliato. In carcere, Sam parla con suo padre e cerca di spiegargli ciò che è accaduto, ma tutte le prove sono contro di lui. Sam sospetta che forse sia stato l'universo a uccidere Daisy per rimediare al fatto che sia sfuggita all'incendio.
- Cast: Nick Jonas, Danny Huston, Shane Paul McGhie, Tessa De Nicola, Tiana Camacho

## Mamma
- Titolo originale: Mom
- Diretto da: Fede Álvarez
- Scritto da: Aidan Fitzgerald, Noah Gardner & Fede Álvarez

### Trama
Le chiamate hanno luogo il 9 novembre tra Ribbonwood e San Diego. Skylar e suo fratello Justin indagano su alcuni segnali nelle linee telefoniche che permettono di viaggiare nel tempo e cercano di comunicare con la loro madre nel passato per avvertirla dell'incidente in cui perderà la vita. Ma Skylar non si rende conto che è pericoloso cambiare il passato e sia sua madre che suo fratello si ritrovano in pericolo.
- Cast: Joey King, Jaeden Martell, Jenica Bergere

## C'è uno scienziato a bordo?
- Titolo originale: Is There a Scientist on the Plane?
- Diretto da: Fede Álvarez
- Scritto da: Aidan Fitzgerald, Noah Gardner & Fede Álvarez

### Trama
L'episodio ha luogo il 30 dicembre nello spazio aereo statunitense. I passeggeri di un volo domestico sono sconvolti alla notizia che il loro aereo è stato colpito da un fulmine ed è precipitato vicino a Phoenix. Il pilota dell'aereo comunica con il generale Wilson del NORAD, che lo informa che per salvare la continuità del multiverso dovrà far precipitare l'aereo, ma il pilota si rifiuta.
- Cast: Johnny Sneed, Aubrey Plaza, Clancy Brown, Cynthy Wu, Quinn Minichino Eakins

## La ragazza dell'anno bisestile
- Titolo originale: Leap Year Girl
- Diretto da: Fede Álvarez
- Scritto da: Fede Álvarez

### Trama
Le telefonate hanno inizio il 30 dicembre tra Azusa e Ithaca. Dopo che il volo 909 è atterrato in sicurezza, gli astrofisici Wheating e Burman spiegano al generale Wilson che esistono infiniti multiversi, ognuno sfasato temporalmente rispetto agli altri; il fatto che i passeggeri dell'aereo siano sopravvissuti ha creato una crepa tra i multiversi che porterà alla distruzione dell'intero universo. Wheating intuisce che la soluzione è nelle mani di suo padre, che negli anni settanta creò una macchina capace di comunicare tra i multiversi. Suo padre chiama il sé stesso del passato e lo convince a spegnere la macchina.
- Cast: Aubrey Plaza, Stephen Lang, Danny Pudi, Clancy Brown, Keri Tombazian, Jocelyn Ayanna, Brandon Papo